# Khano Smith
Khano Smith (Paget, 10 gennaio 1981) è un ex calciatore e allenatore di calcio bermudiano, di ruolo centrocampista, assistente dell'Orlando Pride.
In carriera dopo aver giocato nella sua prima parte nel campionato bermudiano si è trasferito negli Stati Uniti d'America, giocando nei campionati professionistici, per poi tornare in patria nella sua ultima parte. Ha inoltre più volte indossato la maglia della nazionale bermudiana.

## Carriera

### Calciatore

#### Club
Smith ha iniziato la sua carriera professionistica giocando per il Dandy Town Hornets. Ha aiutato la squadra a vincere la Cingular Wireless Premier Division 2003-2004 al suo primo anno al club. Nella sua seconda stagione è stato in testa al campionato, ma il Dandy Town Hornets è finito due punti dietro il Cougars Devonshire.
Dopo due stagioni di successo a Bermuda si trasferisce nella Major League Soccer con il New England Revolution. Nella sua prima partita ha segnato il suo primo gol, il 4 giugno 2005, in un pareggio di 1-1 con il Kansas City Wizards. Ha segnato anche il gol della vittoria in una partita contro i New York Red Bulls. Nel New England Revolution ha mostrato un suo gioco incostante, con lampi di brillantezza ma anche errori fondamentali.
Il 26 novembre 2008 Smith è passato al Seattle Sounders FC nel quarto turno della SuperDraft 2008. È stato ceduto subito ai New York Red Bulls in cambio di denaro, senza giocare neanche una partita con i Sounders. Il 30 luglio 2009 il New York Red Bulls annuncia di rinunciare a Smith.
Dopo una prova con il Southend United, in cui ha giocato per le riserve, il 23 ottobre Smith ha firmato un accordo a breve termine con il Lincoln City.
Smith è diventato titolare nel Lincoln City. Tuttavia, è stato svincolato quando il suo contratto è scaduto il 7 gennaio 2010. Ha giocato solo sei partite a causa di prestazioni sempre negative.
Smith è tornato nel New England Revolution il 26 marzo 2010. Nel 2011 Smith gioca da marzo a maggio nei Carolina RailHawks, poi viene svincolato e a giugno 2011 viene acquistato dai Bermuda Hogges

#### Nazionale
Smith ha fatto parte della nazionale dal 2003 al 2012. È apparso in sette edizioni della Coppa del Mondo FIFA per le partite di qualificazione segnando 3 gol. Smith gode lo status di celebrità in patria, e dopo il ritiro di Shaun Goater, è stato il calciatore più famoso dell'isola.

### Allenatore
Nel dicembre 2015 l'Orlando Pride, squadra di calcio femminile iscritta alla National Women's Soccer League (NWSL), comunica di aver stipulato un accordo con Smith per ricoprire il ruolo di coach di Tom Sermanni dalla stagione entrante.
Il 18 dicembre 2018 Smith entra nello staff tecnico del nuovo club Birmingham Legion FC in vista della loro prima stagione nello USL Championship.
L'8 marzo 2023 Smith è presentato come il primo allenatore e direttore generale della nuova squadra Rhode Island FC.

## Palmarès

### Club
- Cingular Wireless Premier Division Champion: 1

2004
- Bermuda Champions Cup: 1

2004-2005
- Lamar Hunt U.S. Open Cup: 1

2007
- North American SuperLiga: 1

2008

### Individuali
- Capocannoniere della Cingular Wireless Premier Division: 1

2005